# La deriva
La Deriva es el cuarto disco del grupo español de música Indie rock Vetusta Morla. 
A finales de 2013 la banda comunicó a través de las redes sociales que se encontraba preparando el que sería su tercer LP, La Deriva, que vio la luz a principios de 2014. Para presentarlo, lanzaron el 23 de febrero de 2014 el primer sencillo, Golpe maestro, y un mes después, el 25 de marzo, el segundo sencillo elegido fue el tema que da nombre al disco, La deriva.
Salió a la venta el 8 de abril de 2014, siendo presentado por la banda con un concierto en directo en los estudios de Radio 3, de RNE. También se presentó el primer videoclip del disco, correspondiente a la canción La Deriva.

## Lista de canciones
1. La deriva - 3:40
2. Golpe maestro - 3:50
3. La mosca en tu pared - 3:45
4. Fuego - 4:06
5. Fiesta mayor - 3:37
6. ¡Alto! - 3:15
7. La grieta - 3:47
8. Pirómanos - 3:41
9. Las salas de espera - 3:42
10. Cuarteles de invierno - 3:57
11. Tour de Francia - 4:17
12. Una sonata fantasma - 3:51

- Datos: Q16472198